# John H. Stracey
John H. Stracey est un boxeur anglais né le 22 septembre 1950.

## Carrière
Passé professionnel en 1969, il devient champion d'Angleterre des poids welters en 1973 puis champion d'Europe l'année suivante et remporte le titre WBC de la catégorie le 6 décembre 1975 après sa victoire au 6e round face à José Nápoles. Stracey conserve son titre contre l'Américain Hedgemon Lewis mais s'incline le 22 juin 1976 face à Carlos Palomino. Il met un terme à sa carrière en 1978 sur un bilan de 45 victoires, 5 défaites et 1 match nul.